# نادي لوهافر
نادي لوهافر (بالفرنسية: Le Havre Athletic Club Football Association)‏ نادي كرة قدم فرنسي يلعب في الدوري الفرنسي الدرجة الأولى. أُسس النادي في سنة 1894، ولعب فيه الكثير من النجوم مثل اللاعب الجزائري رياض محرز والفرنسيين بول بوجبا ولاسانا ديارا وفيرلاند ميندي.